# Pristimantis incanus
Pristimantis incanus är en groddjursart som först beskrevs av Lynch och William Edward Duellman 1980.  Pristimantis incanus ingår i släktet Pristimantis och familjen Strabomantidae. IUCN kategoriserar arten globalt som starkt hotad. Inga underarter finns listade i Catalogue of Life.